# Letiště Ilulissat
Letiště Ilulissat (grónsky: Mittarfik Ilulissat, dánsky: Ilulissat Lufthavn; IATA: JAV, ICAO: BGJN) je malé mezinárodní letiště poblíž grónského města Ilulissat. Je to třetí nejvytíženější letiště v Grónsku a jedno z nejvytíženějších letišť v zemi, které je využíváno pro mezinárodní dopravu.
Letiště se nachází 2,8 kilometrů severovýchodně od centra Ilulissatu. Je to hlavní ze tří uzlových letišť aerolinie Air Greenland.

## Historie
V roce 1978 byla oficiálně odsouhlasena výstavba letiště, s náklady odhadovanými na 100 milionů dánských korun. Cena výstavby se ale nakonec vyšplhala na až na 177 milionů, přičemž 77 milionů bylo poskytnuto z Evropských strukturálních a investičních fondů a 56 milionů bylo zapůjčeno z Evropské investiční banky. Dne 29. září 1984 bylo letiště otevřeno veřejnému provozu.
V lednu 2020 začala výstavba nového mezinárodního letiště, které by mělo nahradit současné letiště Ilulissat.

## Infrastruktura

### Ranveje
Na letišti se nachází jedna asfaltová přistávací dráha s délkou 845 metrů a šířkou 30 metrů.

### Doprava
Letiště a Ilulissat spojuje silnice Mittarfimmut Aqqutaa, přičemž vzdálenost do centra města činí zhruba 4 kilometry. Z letiště je možná doprava autobusem a taxislužbou.

## Aerolinie a destinace

### Osobní[5]
| Letecká společnost | Destinace | Destinace |
| ------------------ | --------- | --- |
| Air Greenland      | Grónsko   | Aasiaat · Ilimanaq · Ittoqqortoormiit · Kangerlussuaq · Kulusuk · Nuuk · Qaanaaq · Qasigiannguit · Qaarsut a Uummannaq · Qeqertaq · Qeqertarsuaq · Saqqaq · Sisimiut · Upernavik |
| Icelandair         | Island    | Sezónně: Reykjavík |

Air Greenland provozuje nákladní lety do vesnic v oblasti zálivu Disko na základě smlouvy s úřady. Tyto lety nejsou zahrnuty v letových řádech, lze si je ale zarezervovat. Časy odletů pro tyto lety jsou specifikovány během rezervace a jsou jen přibližné – časy se neustále přizpůsobují místní poptávce v obsluhovaných lokacích v daný den. Tyto zásobovací lety do osad v zálivu Disko a na souostroví Aasiaat jsou provozovány pouze během zimy a jara, přičemž v létě a na podzim je nahrazuje lodní doprava od společnosti Diskoline.

## Probíhající výstavba

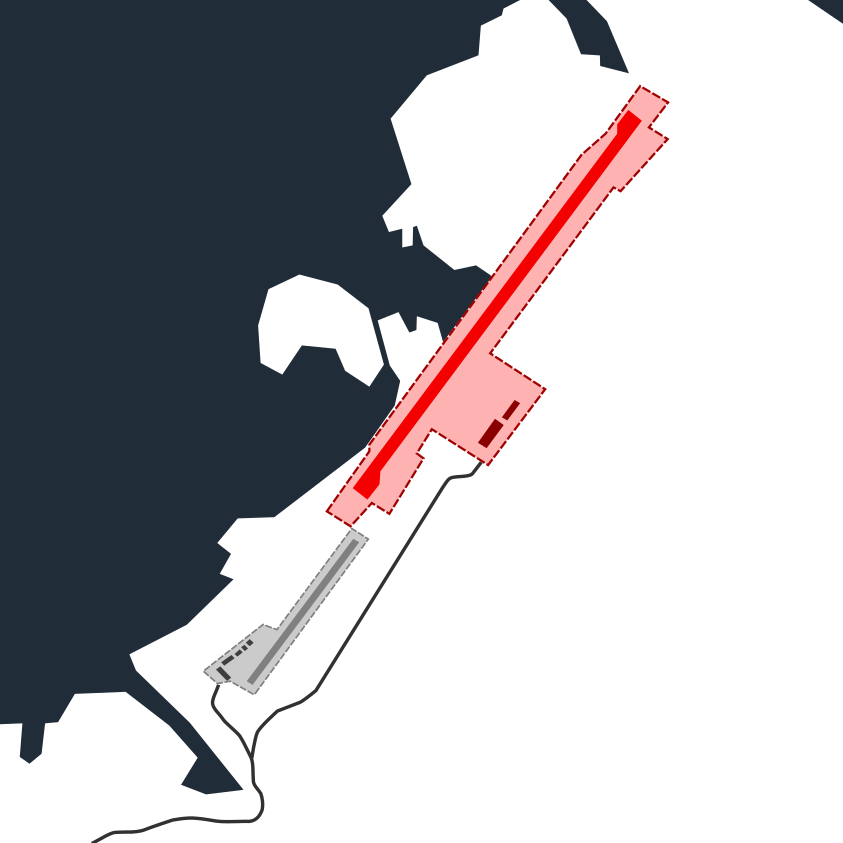
Nové letiště (červeně) v porovnání se starým (šedě)

V současné době probíhá výstavba nového letiště, které se nachází trochu severněji než to stávající. Má zahrnovat novou přistávací dráhu o délce 2200 metrů, která má zahrnovat ILS, nový terminál s parkovištěm, řídicí věž a servisní budovu. Nový terminál bude schopen pojmout 300 odlétajících a 300 přilétajících pasažérů naráz, přičemž současný terminál nebude nijak pozměněn. Nová přistávací dráha by měla být schopná přijímat přímé lety z Ameriky a Evropy.

## Nehody
- 29. ledna 2014 utrpěl letoun De Havilland DHC-8 společnosti Air Greenland silné poškození v důsledku nehody během přistávání, kdy se zhroutil levý hlavní podvozek a letoun se dostal do smyku, kvůli čemuž sjel z přistávací dráhy. Nehoda způsobila tři zranění a vyřazení letadla z provozu. Byla způsobena chybou pilota v obtížných větrných podmínkách.[10]